# 박조열
박조열(朴祚烈, 1930년 10월 8일~2016년 2월 20일)은 대한민국의 극작가이다.

## 생애
함남(咸南) 출생으로 함남중학교를 졸업하고 원산공업학교 교원을 하다가 월남, 육군장교로서 오랫동안 복무했다. 군에서 제대한 후 드라마센터 연극 아카데미에서 극문학을 수학하고 1965년 <토끼와 포수(砲手)>로 데뷔한 중견 극작가이다.
그 후에 주로 단막극인 <관광지대> <목이 긴 두 사람의 대화> <흰둥이의 방문> 등을 발표하고 한때 텔레비전 드라마에 손을 대기도 했으며 <오장군의 발톱> <조만식은 아직도 살아 있다> 같은 장막극도 썼다. 비교적 과작(寡作)인 그는 언어감각이 예민하고 기지와 해학이 넘치며 스피드와 경쾌감이 전면을 뒤덮는다. 현재 동아일보 신춘문예와 동아연극상 심사위원으로 있다.

## 수상 내역
- 1988년: 백상예술대상 희곡상
- 1988년: 백상예술대상 연출상
- 1999년: 문화훈장 옥관장